# ベルカストロ
ベルカストロ（イタリア語: Belcastro）は、イタリア共和国カラブリア州カタンザーロ県にある、人口約1,400人の基礎自治体（コムーネ）。

## 地理

### 位置・広がり

#### 隣接コムーネ
隣接するコムーネは以下の通り。括弧内のKRはクロトーネ県所属を示す。
- アンダリ
- ボトリチェッロ
- チェルヴァ
- クトロ (KR)
- マルチェドゥーザ
- メゾラーカ (KR)
- ペトロナ